# Voll verarscht – Dabei sein ist alles
Voll verarscht – Dabei sein ist alles (engl. Originaltitel The Ringer) ist ein Film des US-amerikanischen Regisseurs Barry W. Blaustein aus dem Jahr 2005. Die Komödie thematisiert das Verhältnis von geistig Behinderten und nicht behinderten Menschen.

## Handlung
Der gutmütige Steve Barker wird von seinem Chef gezwungen, den Hausmeister Stavros bzw. Stavi zu entlassen. Da er dies nicht übers Herz bringt, bietet er Stavi einen Job als Gärtner seines Hauses an. Bei einem Arbeitsunfall werden Stavi kurze Zeit später drei Finger abgetrennt. Da Steve die Krankenversicherung für seinen neuen Angestellten nicht geregelt hatte, muss er die notwendige Operation zum Wiederherstellen der Finger selbst bezahlen. Er lässt sich deshalb von seinem ebenfalls in Geldnöten steckenden Onkel Gary dazu widerwillig überreden, die Special Olympics – ein Wettbewerb für geistig Behinderte – zu manipulieren, indem er selbst als behinderter Athlet teilnimmt. Steve nennt sich nun Jeffy Dahmor. Die Special Olympics finden in San Marcos, im US-Bundesstaat Texas, statt. Gary, der davon ausgeht, dass Steve die anderen Teilnehmer leicht besiegen wird, wettet 100.000 US-Dollar, dass der amtierende Sieger Jimmy die Goldmedaille nicht gewinnen wird.
Alles läuft eigentlich ganz gut, bis er sich in die Turnierhelferin Lynn verliebt und ein schlechtes Gewissen bekommt. Während dieser Zeit nehmen sechs der anderen Teilnehmer Steve fest, nachdem sie seine List durchschaut haben. Steve erzählt ihnen, was mit Stavi passiert ist. Als Steve ihnen die Wahrheit erzählt hat, beschließt er, seine Sachen zu packen und zu gehen. Sie überreden ihn aber zu bleiben und versprechen ihn zu helfen, da sie Stavis Finger retten wollen und sie den egoistischen, arroganten Jimmy hassen und ihn verlieren sehen wollen. Die geistig Behinderten trainieren ihn schließlich heimlich nachts und nach viel Training sieht Steve tatsächlich eine Verbesserung. Steve freundet sich mit den Teilnehmern an.
Beim finalen Wettbewerb gewinnt nicht Steve, sondern sein Freund Glen, wobei Steve den dritten Platz hinter Jimmy erzielt. Während der Medaillenverleihung gibt Steve zu, dass er nicht behindert ist und verrät seinen richtigen Namen. Ebenso verkündet er, dass er die Medaille nicht verdient hat und übergibt sie daraufhin an Thomas, der Vierter geworden war. Onkel Gary gewinnt am Ende trotzdem seine Wette, da die Bedingung war, dass Jimmy verlieren würde.
Sechs Monate später hat Steve seinen alten Job gekündigt und arbeitet nun im Theater. Zusammen mit den Freunden, die er während der Special Olympics kennengelernt hat, sowie mit Stavi, der seine Finger wieder angenäht bekommen hat, bereiten sie sich für den Theaterstück Romeo und Julia vor. Glen und die anderen überreden Lynn ins Theater zu kommen, woraufhin Steve beginnt, sich zu entschuldigen. Lynn verzeiht ihm bereits, weil Stavi ihr erzählt hat, warum Steve bei den Special Olympics betrogen hat. Lynn und Steve küssen sich.

## Kritiken
„Die Komödie nimmt mit derbem Humor das Verhältnis von geistig Behinderten und „Gesunden“ aufs Korn, wobei sie auf Sentimentalitäten verzichtet und nicht von der Integration eines Behinderten, sondern von der eines „Normalen“ erzählt. Teilweise mit geistig behinderten Schauspielern besetzt, betritt sie Neuland in der filmischen Auseinandersetzung mit Behinderung, verliert inszenatorisch dabei aber zunehmend an Schwung.“